# Charles Brown (boxare)
Charles "Charlie" Brown, född 28 juli 1939 i Cincinnati, är en amerikansk före detta boxare.
Brown blev olympisk bronsmedaljör i fjädervikt i boxning vid sommarspelen 1964 i Tokyo.